# Mama mea vitregă e extraterestră
Mama mea vitregă e extraterestră (titlu original: My Stepmother Is an Alien) este un film american din 1988 regizat de Richard Benjamin. Este creat în genurile SF de comedie. Rolurile principale au fost interpretate de actorii Dan Aykroyd și Kim Basinger. Scenariul este scris de Jerico Stone, Herschel Weingrod, Timothy Harris și Jonathan Reynolds.

## Distribuție
- Dan Aykroyd - Steven Mills
- Kim Basinger - Celeste Martin
- Jon Lovitz - Ron Mills
- Alyson Hannigan - Jessie Mills
- Joseph Maher - Lucas Budlong
- Seth Green - Fred Glass
- Ann Prentiss - Voice of The Bag
- Wesley Mann - Grady
- Tony Jay - Council Chief
- Peter Bromilow - Second in Command
- Harry Shearer - Voice of Carl Sagan
- Juliette Lewis - Lexie, Jessie's Friend

## Producție
Cheltuielile de producție s-au ridicat la 26 milioane $.

## Lansare și primire
A avut încasări de 13,8 milioane $ în SUA.
Filmul a avut în general recenzii negative. Are un scor de  19% pe Rotten Tomatoes pe baza a 16 critici.